# Рудници бакра
Бакар (црвени метал) је први метал који су старе цивилизације откриле и користиле у практичне сврхе. Знање у вези са производњом предмета од бакра веома брѕо се проширило на све старе цивилизације тако да данас на трагове и производе од бакра археологија налази у готово свим крајевима света.
У новије доба бакар се користи у разним гранама индустрије, поготово у области електротехнике, хемијске индустрије и грађевинарству.

## Типови руде бакра
Могући су различити типови руда бакра:
- Пиротинска руда
- Пиритска руда
- Сфалеритско-галенитска руда
- Кварцно-халкопиритска руда
- Халкопиритско-молибденске руде
- Скарновска руда бакра
- Борнитско-титаномагнетитска руда
- Халкозинска руда
- Самородни бакар

## Старо рударство у Бору и његовој околини
У источној Србији, у преримском, римском и каснијим периодима је било производње бакра чему сведоче остаци старих топионица углавном око Мајданпека. Најпознатији пример је Гамзиград који се налази у центру златоносне области и чија је изградња започета у позноримском периоду око 271. године.

## Лежиште бакра Бор
Једно је од највећих европских лежишта бакра. Од 1902. до закључно 1959. године откопано је око 30 милиона тона руде и добијено 1,05 милиона тона бакра.
У оквиру борске металогенетске зоне, осим Мајданпека, по концентрацији рудних тела гвожђа, бакра и других метала издвајају се највреднија рудна тела: Церово, Мали и Велики Кривељ, Брезаник, Борска река, Тилва Рош, Чока Дулкан, Тилва Мика, Ново окно, Борски поток и Брестовац.
Преглед укупних ресурса
| Назив рудног тела                  | Категорија | т             | Cu(%) | Au(%) | Ag(%) | Доњи гранични садржај Cu (%) |
| ---------------------------------- | ---------- | ------------- | ----- | ----- | ----- | ---------------------------- |
| Велики Кривељ                      | А          | 91,713,587    | 0.33  | 0.7   | 0.39  | 0.2                          |
| Велики Кривељ                      | Б          | 333,306,825   | 0.35  | 0.7   | 0.39  | 0.2                          |
| Велики Кривељ                      | Ц1         | 135,439,825   | 0.29  | 0.7   | 0.39  | 0.2                          |
| Укупно                             |            | 560,460,237   | 0.33  | 0.7   | 0.39  | 0.2                          |
| Јама – Тилва Рос                   | Б          | 3,889,738     | 0.76  | 0.33  | 1.06  | 0.4                          |
| Јама – Брезаниц                    | А          | 1,972,350     | 1.28  | 0.27  | 1.93  | 0.4                          |
| Јама – Борска река                 | А+Б+Ц1+Ц2  | 1,007,832,732 | 0.53  | 0.16  | 1.69  | 0.3                          |
| Церово комплекс – Цементација 2    |            | 26,580,420    | 0.31  | 0.07  | 1.08  |                              |
| Церово комплекс – Цементација 4    |            | 4,027,930     | 0.28  | 0.07  | 1.06  |                              |
| Церово комплекс – Церово           |            | 238,358,600   | 0.31  | 0.108 | 0.77  |                              |
| Примарни Церово комплекс – Дреново |            | 45,777,880    | 0.38  | 0.062 | 1.38  |                              |
| Церово комплекс – Краку Букареску  |            | 1,600,000     | 0.62  | 0.62  | 2.21  |                              |
| Укупно                             |            | 325,488,650   |       |       |       |                              |

## Рудник у Мајданпеку
Мајданпек је своју новију историју започео као рудник гвожђа и бакра.
За непуних 100 година рада (1855-1944) рудник и топионице у Мајданпеку су произвели:
- руде бакра - 266.350 тона
- бакра у руди и металу - 8.460 тона
- руде гвожђа - 137.470 тона
- пирита - 1,047.752 тоне
- злата у руди - 1.354 кг
- сребра у руди - 22.088 кг